# Петар Дамјан
Петар Дамјан (лат. Petrus Damianus; итал. Pietro или Pier Damiani, око 1007 — 21/22. фебруар 1072) био је италијански теолог, кардинал и писац. 
Велики дух мистичног карактера и велики теолог, Петар Дамјан, будући врло образован, све до 1035. године био је професор теологије, након чега је напустио световни живот и отишао у конвент Светог Крста, у близини места Бубио. Од 1057. године био је кардинал у Остији (код Рима), где се својим теолошким ставовима супротстављао новој теолошкој школи која ће постепено, као сколастика или сколастички правац, постати доминантно мишљење у римокатолицизму. Био је антидијалектичар, супротстављао се интелектуализму и логици као инструментима за тумачење верских догми и теолошких појава. Аутор је бројних дела и писама у којима је објашњавао и описивао мистична искуства. 
Био је међу првим прелатима у римокатоличкој цркви који су се супротставили физичкој репресији против већ запажених појава разних јеретичких праваца и школа. Стално је подвлачио да се не постаје великан и светац прогоном и убијањем јеретика, већ жртвовањем за веру. 